# Wybory parlamentarne w Islandii w 1999 roku
Wybory parlamentarne w Islandii odbyły się 8 maja 1999.
Wybory poprzedziło przegrupowanie sił na lewicy. Cztery partie Partia Socjaldemokratyczna, Związek Ludowy, Lista Kobiet oraz Ruch Ludowy utworzyły Sojusz – centrolewicową koalicję wyborczą mającą przełamać dominację centroprawicy. Program Sojuszu odwoływał się do koncepcji „trzeciej drogi” Tony’ego Blaira. Część polityków tych partii przeciwna temu zwrotowi w kierunku centrum założyła Ruch Zieloni-Lewica. Obie listy zdobyły łącznie 23 mandaty – tyle samo, co cztery partie w wyborach w 1995 roku.
W wyborach 1999 roku po raz pierwszy brała udział także nowo utworzona Partia Liberalna, zdobywając 4,2% głosów i 2 mandaty.

## Wyniki wyborów
| Partie                                                  | Głosy   | %    | Mandaty |
| ------------------------------------------------------- | ------- | ---- | ------- |
| Partia Niepodległości (Sjálfstæðisflokkurinn)           | 67 513  | 40,7 | 26      |
| Sojusz (Samfylkingin)                                   | 44 378  | 26,8 | 17      |
| Partia Postępu (Framsóknarflokkurinn)                   | 30 415  | 18,4 | 12      |
| Ruch Zieloni-Lewica (Vinstrihreyfingin – grænt framboð) | 15 115  | 9,1  | 6       |
| Partia Liberalna (Frjálslyndi flokkurinn)               | 6919    | 4,2  | 2       |
| Inne                                                    | 1387    | 0,8  | 0       |
| Wszystko (frekwencja 84,1%)                             | 169 424 |      | 63      |
| Źródło: Election Resources on the Internet.             |         |      |         |